# Struthanthus interruptus
Struthanthus interruptus là một loài thực vật có hoa trong họ Loranthaceae. Loài này được (Kunth) Blume miêu tả khoa học đầu tiên năm 1830.